# Chipatá
Chipatá là một khu tự quản thuộc tỉnh Santander, Colombia. Thủ phủ của khu tự quản Chipatá đóng tại Chipatá Khu tự quản Chipatá có diện tích 85 ki lô mét vuông. Đến thời điểm ngày 28 tháng 5 năm 2005, khu tự quản Chipatá có dân số 4483 người.